# Hộc Tư Nguyên Thọ
Hộc Tư Nguyên Thọ (chữ Hán: 斛斯元寿, ? – 534), người huyện Phú Xương, quận Quảng Mục, Sóc Châu, dân tộc Cao Xa , là tướng lĩnh cuối đời Bắc Ngụy - thời Nam Bắc triều trong lịch sử Trung Quốc.

## Cuộc đời và sự nghiệp
Anh trai Nguyên Thọ là Thị trung, Thành Dương quận công Hộc Tư Xuân, tự Pháp Thọ. Vì thế Nguyên Thọ có lẽ là tên tự. Nguyên Thị tính cương nghị ngay thẳng, sức mạnh hơn người, giương cung nặng đến 2 thạch, bắn được bằng cả hai bên trái/phải.
Năm Phổ Thái thứ 2 (532) thời Tiết Mẫn đế, Nguyên Thọ đang ở chức Lại bộ thượng thư, tước Tang Càn huyện bá, theo anh trai phản bội họ Nhĩ Chu, chém Thế Long, Ngạn Bá, bắt sống Độ Luật, Thiên Quang. Xuân gởi đầu Thế Long, Ngạn Bá và xe tù của Độ Luật, Thiên Quang đến chỗ Cao Hoan. Hiếu Vũ đế lên ngôi (532), Nguyên Thọ được tiến tước làm công, nhận chức Dự Châu thứ sử.
Năm Vĩnh Hi thứ 3 (534) thời Hiếu Vũ đế, Nguyên Thọ cùng Giả Hiển Trí trấn thủ Hoạt Đài, chống lại quyền thần Cao Hoan. Hiển Trí ngầm đầu hàng, đài quân bị tướng của Hoan là đô đốc Đậu Thái đánh bại, Nguyên Thọ bị bộ hạ sát hại.
Sau khi chạy vào Quan Trung, Hiếu Vũ đế truy tặng Nguyên Thọ chức Tư không công, thụy là Cảnh Trang.